# Montferrand, Aude
Montferrand är en kommun i departementet Aude i regionen Occitanien  i södra Frankrike. Kommunen ligger  i kantonen Castelnaudary-Sud som ligger i arrondissementet Carcassonne. År 2022 hade Montferrand 648 invånare.

## Befolkningsutveckling
Antalet invånare i kommunen Montferrand
Referens: INSEE